# Francisco Olazar
Francisco Olazar (Quilmes, 1885. július 10. – Buenos Aires, 1958. szeptember 21.) argentin válogatott labdarúgó és világbajnoki ezüstérmes edző.
Az argentin válogatott tagjaként részt vett az 1916-os és az 1917-es Dél-amerikai bajnokságon.
Szövetségi kapitányként 1928 és 1930 között irányította az argentin válogatottat. Juan José Tramutolával közösen az 1929-es Dél-amerikai bajnokság megnyerése után az 1930-as világbajnokságon döntőig vezették a nemzeti csapatot.

## Sikerei, díjai

### Játékosként
Argentína
- Dél-amerikai ezüstérmes (2): 1916, 1917

### Edzőként
Argentína
- Világbajnoki döntős (1): 1930
- Dél-amerikai bajnok (1): 1929

## Külső hivatkozások
- Argentin keretek a Copa Américan rsssf.com
- Francisco Olazar önéletrajza a todoracing.com honlapján (spanyolul)